# Liste der Mobilfunkanbieter in Namibia
Die Liste der Mobilfunkanbieter in Namibia listet alle auf dem namibischen Mobilfunkmarkt ansässigen Mobilfunkanbieter auf. Sogenannte Wiederverkäufer, Mobile Virtual Network Enabler (MVNEs) und Discountmarken gibt es in Namibia nicht.

## Aktive Netzbetreiber/Anbieter
| Name        | Markteintritt | Kundenzahl | Art                         | Netzabdeckung Bevölkerung (2023) 3G/4G |
| ----------- | ------------- | ---------- | --------------------------- | -------------------------------------- |
| MTC Namibia | 1995          | 2.454.000  | börsennotiertes Unternehmen | 88 %/85 %                              |
| Paratus     | 2005          |            | Privatunternehmen           |                                        |
| TN Mobile   | 2013          | 300.000    | Tochtergesellschaft         | 70 %/54 %                              |

## Ehemalige Netzbetreiber/Anbieter
| Name     | Markteintritt | Marktaustritt | Art                                            |
| -------- | ------------- | ------------- | ---------------------------------------------- |
| Cell One | ?             | 2009          | Privatunternehmen                              |
| Leo      | 2009          | 2013          | Privatunternehmen, ab 2013 Tochtergesellschaft |